# Elezioni parlamentari a Mauritius del 2014
Le elezioni parlamentari a Mauritius del 2014 si tennero il 10 dicembre per il rinnovo dell'Assemblea nazionale.

## Risultati
| Liste                                  | Voti      | %     | Seggi |
| -------------------------------------- | --------- | ----- | ----- |
| Alleanza Lepep (MSM - PMDS - ML)       | 1.016.551 | 49,83 | 51    |
| Alleanza PTR/MMM                       | 785.645   | 38,51 | 16    |
| Fronte Solidarietà Mauriziana          | 41.815    | 2,05  | -     |
| Rezistans ek Alternativ                | 23.117    | 1,13  | -     |
| Organizzazione del Popolo Rodrighese   | 21.874    | 1,07  | 2     |
| Movimento Socialdemocratico Mauriziano | 19.338    | 0,95  | -     |
| Lalit                                  | 11.550    | 0,57  | -     |
| Movimento Rodrighese                   | 11.113    | 0,54  | -     |
| Accordo per la Democrazia Parlamentare | 10.548    | 0,52  | -     |
| Les Verts Fraternels                   | 10.191    | 0,50  | -     |
| Indipendenti                           | 26.516    | 1,30  | -     |
| Altri <0,50%                           | 61.714    | 3,03  | -     |
| Totale                                 | 2.039.972 |       | 69    |